# 1997 en chimie
Cet article présente les faits marquants de l'année 1997 en chimie.

## Évènements
- William J. Whelan devient président de l'Union internationale de biochimie jusqu'en 2000[1].
- 29e Olympiades Internationales de Chimie, organisées à Montréal au Canada du 13 juillet au 22 juillet[2].

## Prix
- Prix Nobel de chimie :
  - Paul D. Boyer et John Ernest Walker pour leur élucidation du mécanisme enzymatique de la synthèse de l'adénosine triphosphate[3].
  - Jens Christian Skou pour la première découverte d'une enzyme transporteuse d'ions, la Na+, K+-ATPase[3].
- Prix Procter & Gamble : Harden M. McConnell[4]
- Prix Anselme-Payen : Joseph McCarthy[5]
- Médaille Garvan-Olin : Karen Morse[6]
- Prix Ernest-Guenther : Kenneth L. Rinehart[7]
- ACS Award in Pure Chemistry : Erick M. Carreira[8]
- Arthur C. Cope Award : Ryoji Noyori[9]
- Prix Irving-Langmuir : Jack H. Freed[10]
- Médaille Priestley : Mary Lowe Good[11],[12],[13]
- Médaille Davy : Jean-Marie Lehn en reconnaissance de ses travaux sur la chimie supramoléculaire, sur les molécules à auto-assemblage et sur les dispositifs chimiques[14].
- Prix Alfred-Bader : Robert McClelland (chimiste)[15]
- Grand prix Pierre-Süe : Jean-Marie Basset[16],[17]
- Grand prix Achille-Le-Bel : Francis Garnier[18]
- Claude S. Hudson Award in Carbohydrate Chemistry : Samuel J. Danishefsky[19]
- Médaille Lavoisier de la Société chimique de France : Jean-Marie Lehn[20],[21]
- Médaille William-H.-Nichols : Jacqueline K. Barton[22]

## Décès
- 8 janvier : Melvin Calvin (né en 1911), biochimiste américain, prix Nobel de chimie en 1961.
- 10 janvier : Alexander Robert Todd (né en 1907), chimiste britannique, prix Nobel de chimie en 1957.
- 12 avril : George Wald (né en 1906), biochimiste américain, prix Nobel de physiologie ou médecine en 1967.
- 8 juin : Karen Wetterhahn (né en 1948), chimiste américaine.
- 23 août : John Kendrew (né en 1917), biochimiste britannique, prix Nobel de chimie en 1962.
- 10 octobre : Michael J. S. Dewar (né en 1918), chimiste théorique britannique.